# 과학전대 다이너맨
《과학전대 다이너맨》(科学戦隊ダイナマン 가가쿠센타이 다이나만[*])은 1983년 2월 5일부터 1984년 1월 28일까지 일본 TV 아사히에서 방영된 토에이의 슈퍼 전대 시리즈 7번째 작품이다.

## 줄거리
먼 옛날, 지구에 떨어진 운석에 있던 생명물질이 지하에서 진화하여 태어난 종족 자신카 제국. 꼬리의 수로 신분이 결정되는 문화를 가지고 있는 그들은, 지상에 강한 동경을 품고 인류보다도 앞선 과학력을 이용하여 지상정복에 나서 일본 각지의 화산을 분화시킨 것을 시작으로 지상침략을 본격적으로 개시한다.
그러나 이를 감지하고 있던 과학자 유메노 규타로(夢野 久太郎)는 자신이 운영하는 발명센터에 뛰어난 지력과 체력을 갖춘 5명의 젊은 과학자들을 모아 과학전대를 창설한다. 이 5명의 젊은 과학자들은 유메노가 개발한 강화복 다이너 슈트를 입고 다이너맨이 되어 자신카 제국에 맞서 싸운다.

## 개요
이 작품의 큰 특징으로 애니메이션 테이스트 도입을 들 수 있다. 프로듀서인 스즈키 다케유키(鈴木 武幸)는 전대 시리즈를 담당하기 전 미형 캐릭터와 대하드라마적 스토리로 인기있던 나가하마 다다오(長浜 忠夫) 작품에서 일을 하였는데, 그의 아이디어에 따라 이 작품을 만들 1980년대 초반 당시의 로봇 애니메이션들에게서 유행하던 미형 캐릭터를 실사작품에 반영한 적 간부와 메기도 왕자가 등장하였다. 전작 《대전대 고글파이브》에서 전대의 합체기 변경에 따른 파워업 설정을 이 작품에서 더욱 발전시켜 적이 더 강력한 괴물을 만들어 그전까지 쓰던 필살기가 먹히지 않으면 새로운 필살기를 개발하여 역전하는 식의 전개가 3개 에피소드에 걸쳐서 그려졌다. 이런 식으로 정의와 악의 세력 양쪽이 서로 파워업 대결을 펼치는 내용이 이 작품부터 정석처럼 시리즈에 자리잡게 된다. 종반부에는 당시 로봇 애니메이션들에게서 유행하던 대하드라마적 스토리도 도입되었다.
이야기 종반에는 전대 시리즈 최초로 악의 히어로인 다크나이트가 등장하여, 그로 인해 생긴 적조직의 내분이 생각지 않은 형태로 다이너맨에게 영향을 미쳐 다이너맨의 사령관인 유메노 박사의 과거가 밝혀진다는 드라마가 얽히면서 최종결전으로 발전해나가는 형식의 전개였는데, 이런 중후한 드라마성은 후대 전대에서도 계속 이어지게 된다.
영상 표현에 있어서는 네이팜탄과 색깔 분말을 넣은 폭발 장면이 매우 많은 것이 특징이다. 프로듀서 스즈키 다케유키는 이와 관련해 ‘사상 최고로 화약을 많이 썼다’고 하였다. 또한, 폭발 장면 중 일부는 《초신성 플래시맨》 제32화 이후의 스토리에도 그대로 적용된 바 있다.
변신 슈트의 전체적 디자인에서는 야구 유니폼 느낌이 많이 나는데, 이는 당초 기획이 ‘야구 전대’ 콘셉트였기 때문이다. 이 콘셉트 때문에 코스튬이 단순화되었는데, 이는 이후 디자인에 영향을 미쳐 이 작품 이후 망토와 머플러는 전혀 사용하지 않게 되었다.
전작 《대전대 고글파이브》의 관련상품 매출 부진에 따라 이 작품은 당초 2쿨 방영예정이었다. 또한 전작을 상품화한 회사는 41개사에 이르렀으나, 이 작품은 낮은 기대치를 반영하듯 30개사에 머물렀다.
이와같이 어려운 환경 속에 시작한 작품이었으나, 예상을 뒤엎고 상업적으로는 성공하여 반다이의 매상 실적은 95억엔에 이르게 된다. 이로 인해 슈퍼 전대 시리즈는 반다이의 간판 작품이 되어, 차기작 《초전자 바이오맨》은 ‘100억엔 캐릭터’를 목표로 제작에 들어간다.
제10화부터 방송시간이 30분에서 25분으로 단축되었다. 단지 5분이 줄었을 뿐이지만 변신, 피니쉬 기술, 메카닉 소환, 합체 등의 정해진 장면이 있는 전대 시리즈에서 5분의 스토리 진행 시간이 줄어든 것이라 단편적으로도 볼때나 장편적으로도 볼때도 스토리 전개가 빨라지기 시작했다. 이후 30분으로 복귀하는 《전자전대 메가레인저》까지 빠른 스토리 전개는 슈퍼 전대 시리즈의 특징이었다.

## 등장인물 및 기지

### 유메노 발명센터
발명센터 실내에 다양한 실험 설비와 군고구마 가스로 달리는 미니 열차를 비롯하여 그네나 TV게임 등 어린이들이 즐겁게 놀기 위한 설비 외에 큰 진자 시계가 있는데, 이 시계의 장치가 다이너맨의 본거지인 다이너스테이션으로 이어지는 문이 된다. 제37화에서 제노비아와 메카진화 전기 뱀장어의 습격으로 인해 이후 문을 닫아야 하는 상황이 발생하기도 했지만, 최종화에서 자신카 제국의 멸망과 함께 유메노 발명센터도 다시 문을 열게 되었다.

### 과학전대 다이너맨
- 단 호쿠토(弾 北斗) / 다이너 레드 (국내명(파워레인저 캡틴포스): 단 / 다이너 레드)

다이너맨의 리더. 22세 (1961년 출생). 홋카이도 출신. 모터크로스 라이더로 일류의 솜씨로써 세계 경주에서 우승의 꿈을 안고 무공해 수소 엔진의 개발에 힘을 쏟는다. 메카에는 무척 강하지만, 발명에는 너무 꿈을 쫓아서 약간 실용성이 부족한 면이 있다. 소년 시절부터 시작하여 유단자 수준에 이른 검도를 중심으로 한 무예 전반이 그의 특기. 태어난 직후에 어머니를 잃은 일이 있어, 아이로부터 어머니의 애정과 모습을 빼앗는 메카진화 레이저 호크 및 레인보우 카멜레온의 작전에 분노해 독단 행동을 한 일도 있었다.
- 호시카와 류(星川 竜) / 다이너 블랙 (국내명(파워레인저 캡틴포스): 류 / 다이너 블랙)

다이너맨의 서브 리더. 22세 (1961년 출생). 우주인과 친구가 되기를 꿈꾸고 있는 천문학자이자 이가 닌자의 후예로서 초인적인 체력으로 우주인과 레이저 교신 테스트의 시험 장소인 남알프스 산 속을 누비고 있었다. 분신술 및 몸 숨기기에 능하지만, 수영에는 서투른 면이 있다. 장난기가 가득한 성격의 소유자로 어떠한 위험의 상황에서도 마음의 여유를 부린다. 제17화에서 동심의 여성과 재회함으로써 어린 시절 장난꾸러기였다는 사실도 밝혀졌다.
- 시마 요스케(島 洋介) / 다이너 블루 (국내명(파워레인저 캡틴포스): 도철 / 다이너 블루)

18세 (1965년 출생). 이시가키섬 출신의 해양학자. 바다를 깊이 사랑하고 인공 아가미의 개발에 힘을 쏟는다. 쿵후를 비롯한 중국 권법이 자신있으며, 몸놀림도 민첩하다. 책임감이 강하고 순진한 성격의 소유자. 때문에 여성의 자극적인 수영복 차림을 똑바로 보지 못한다. 호시카와 류(다이너 블랙)의 동생이지만, 타치바나 레이(다이너 핑크)와 행동을 함께하는 경우도 많다.
- 난고 고사쿠(南郷 耕作) / 다이너 옐로 (국내명(파워레인저 캡틴포스): 코난 / 다이너 옐로)

20세 (1963년 출생). 가고시마현 출신의 식물학자. 식물의 품종개량에 힘쓰고 있는데, 멜론(채소)과 버찌(과일)를 융합한 것 등 진기한 발명이 많다. 목동이 사용하는 사냥 도구의 취급이나 사격, 차량의 운전 등이 특히 자신있다. 파워 파이터이자 대식가로 라면을 특히 좋아하며, 라면을 만들기 위한 메카를 개발하기도 하였다. 솔직한 성격으로 아이들에게 많은 사랑을 받고 있으며, 꽃말에도 능통한 정이 많은 사람으로 다이너맨의 분위기 메이커이기도 하였다.
- 타치바나 레이(立花 レイ) / 다이너 핑크 (국내명(파워레인저 캡틴포스): 레이 / 다이너 핑크)

다이너맨의 유일한 여전사. 18세 (1965년 출생). 도쿄도 출신. 의사소통 연구의 전문가로 수화도 한다. 동물과 대화하기 위한 연구에 힘을 쏟아 생쥐, 곰, 개 등의 언어를 해독하는 성과를 보였지만, 고양이를 무척 싫어하여 이를 피하려는 약점을 보이기도 하였다. 펜싱이 자신있어 그 솜씨는 세계 수준이며, 수영도 할 수 있다. 활발하면서도 약간의 말괄량이 성격의 소유자이지만, 적에게 당한 피해자의 모습을 보고 이에 동정해 눈물을 보인 면도 있었다.

### 다이너맨의 동료
- 유메노 규타로 박사(夢野 久太郎 博士)

과학전대를 창설한 총사령관. 하지만, 겉으로는 유메노 발명센터를 관리하는 덜떨어진 발명광 아저씨이기도 하였다. 검도의 달인이자 의학에 정통한 남자로 15년 전에 '도야마'라는 본명으로 레트로 유전자를 개발한 적이 있다.

### 자신카 제국
머나먼 옛날 지구에 낙하한 운석에 붙어있던 생명체가 독자적으로 진화한 지하 종족 제국이다. 알에서 태어나며 꼬리의 수가 많을수록 계급이 높다. 꼬리가 없는 지상인은 하등생물로 간주하며 깔보고 있었는데, 인간에게 꼬리를 다는 것이 불가능하다는 것을 알게 되자 괴물과 같은 외견을 가진 거대공격요새 그란기즈모를 거점으로 지상 침공을 개시한다.
- 제왕 아톤(帝王 アトン)

자신카 제국의 지배자. 꼬리 수는 9개. 평상시에는 그란기즈모 내의 옥좌에 앉아 있어 마지막까지 출격하는 일이 거의 없으며 특히, 다이너맨과의 직접적인 대결을 하는 일은 전혀 없다. 자신의 무기인 제왕검으로 막강한 요력을 발휘하였으며, 불로불사의 초마력을 얻을 수 있다는 전설의 10개 꼬리를 가지려는 꿈을 갖고 있다. 후에 꼬리의 수를 늘리게 하는 레트로 유전자의 존재를 알고 그 유전자의 탈취에 몰두하는데, 그 과정에서 제노비아와 다크나이트의 계략에 빠져 그의 충신인 카 장군을 내쫓는 실책을 저지르고 만다. 제50화에서 다크나이트(왕자 메기도)와 일대일 대결 끝에 패배하여 쓰러지지만, 그의 성장과 조언에 감동해 키메라에게 자신의 자리를 메기도에게 물려주라는 유언을 남기고 그 자리에서 폭사한다.
- 군신 카 장군(軍神 カー将軍)

자신카 제국의 최고의 과학자이자 제왕 아톤의 절대적인 충신. 꼬리 수는 7개로 왕자 메기도와 왕녀 키메라보다 많지만 오히려 그들을 자신보다 높게 하고 있었다. 진화수 및 메카진화의 제작과 함께 왕자 메기도의 교육도 담당하고 있으며, 전투력이 특히 높아 다이너맨과 가끔 대결을 벌이기도 했다. 제49화에서 제노비아와 다크나이트의 계략에 빠져 제왕 아톤에게 억울하게 쫓겨나는 신세가 되자, 자신의 결백을 증명하기 위해 다이너맨과 필사적인 대결을 벌인다. 그러나 다이너맨의 뉴 슈퍼 다이너마이트를 맞아 빈사의 중상을 입은 뒤, 그란기즈모로 돌아와 마지막 빅뱅 빔을 발사하고 그 자리에서 쓰러져 사망한다. 사망 후, 마지막 메카진화인 파이어 스핑크스의 제작법이 녹화된 유언 비디오가 발견되어 제왕 아톤도 그의 충성심을 칭찬했다. 한편, 카 장군의 사망으로 인해 다이너맨의 공격으로 죽었던 메카진화를 재생 거대화시키는 빅뱅 빔을 발사할 기회를 잃게 되었고, 결국에는 자신카 제국의 멸망으로까지 이어지고 말았다.
- 왕자 메기도(王子 メギド) / 다크나이트(ダークナイト) / 젊은 제왕 메기도(若き帝王 メギド)

제왕 아톤의 아들. 꼬리 수가 원래 5개였지만, 첫화에서 다이너 레드와 일대일 대결을 하다가 꼬리 하나가 잘려 4개가 되었다. 이 일로 그는 다이너 레드를 원수같이 집요하게 노리고 있다. '유성'이라는 이름을 가진 백마를 타고 항시 선두로 나서서 작전을 지휘한다. 성실한 성격의 소유자이지만, 다소 성미가 급한 면을 갖고 있고 왕자로서의 위엄이 결여된 면도 있다. 자신의 무기인 자신검을 이용한 '자신검 박쥐 변환'이라는 필살기로 다이너맨을 괴롭혔다. 제노비아가 등장한 이후인 제38화에서 메카진화 갑옷 장미를 이용해 노년의 과학자 나카무라 타로를 독가스인 케타존을 개발했던 나이인 25세로 돌아가게 하는 작전을 세우려다 실패한 일로 제왕 아톤에게 버림을 받아 제노비아에게 남은 4개의 꼬리를 모두 잘리고 천년동굴에 갇히는 벌을 받는다. 천년동굴에 갇혀있는 동안, 유미인의 꼬리가 10개가 되면 그 유미인은 곧 죽는다는 내용이 적혀있는 고문서를 우연히 발견하면서 그는 진정한 힘이 꼬리에 의해서가 아닌 자신을 단련함으로써 스스로 강해지는 것으로부터 나온다는 것을 깨닫게 된다. 자신을 버린 제왕 아톤과 자신의 꼬리를 자른 제노비아 그리고 다이너 레드에 대해 반드시 복수할 것을 다짐하면서 자신의 힘으로 천년동굴을 탈출. 이후 검은 갑옷을 걸친 전사인 어둠의 사자 다크나이트로 변신하면서 필살기도 '다크나이트 어둠의 춤'으로 변형되었다. 레트로 유전자의 존재를 알게 된 이후에는 이를 역이용해 제노비아에게 협력하는 척하면서 결국 그녀를 자멸의 길로 몰아넣는데 성공한다. 또한, 앞서 제노비아를 추격하고 있던 제왕 아톤과 일대일 대결을 해 그를 쓰러뜨리는 것 역시 성공하는데, 다이너 레드에 의해 그의 정체가 드러나자 제왕 아톤에게 진정한 힘은 꼬리 수가 아닌 자신의 단련에 의해서 얻어진다고 조언함으로써, 이에 감동한 제왕 아톤으로부터 제왕검과 제왕의 자리를 물려받는다. 최종화에서 결전을 청한 다이너맨과 대결하지만 패배해 폭발하는 그란기즈모 속에서 왕녀 키메라와 함께 비참한 최후를 맞이한다.
- 왕녀 키메라(王女 キメラ) / 젊은 여왕 키메라(若き女王 キメラ)

제8화부터 등장. 왕자 메기도의 사촌 동생. 꼬리 수는 4개. 변장에 능하여 카 장군으로부터 왕자 메기도보다 높게 평가되었다. 채찍 형태의 빨간 배턴을 무기로 사용하며, 그 배턴을 이용한 순간 이동도 한다. 다이너맨과 싸우는데 특히, 다이너 핑크(타치바나 레이)를 호적수로 삼고 일대일 대결을 벌이기도 하였다. 왕자 메기도와는 서로 반목을 하고 있었지만, 후에 그가 천년동굴에 갇히게 되는 순간에는 동정을 보이기도 했다. 제50화에서 왕자 메기도를 자신의 후계자로 삼으라는 제왕 아톤의 유언과 제왕검을 왕자 메기도에게 전달하고 새 여왕이 되지만, 최종화에서 다이너맨과의 대결 끝에 패배해 결국 폭발하는 그란기즈모 속에서 왕자 메기도와 함께 비참한 최후를 맞이한다.
- 여장군 제노비아(女将軍 ゼノビア)

제37화부터 등장. 꼬리 수는 7개. 요마력과 칼날이 붙은 지팡이를 무기로 싸운다. 교활하고 간사한 성격의 소유자로 8년 전에 자신카 제국의 여왕이 되기 위해 제왕 아톤을 암살하려다 실패하여 천년동굴에 갇힌 일이 있었다. 자신의 힘으로 탈출한 후 겉으로 제왕 아톤에게 충성을 맹세하지만, 마음 속으로는 여전히 제왕의 자리를 빼앗으려는 야심을 품고 있다. 때문에 작전에 항상 실패했던 왕자 메기도에 대해 꼬리를 모두 자르고 천년동굴에 가두기도 했다. 꼬리를 10개로 늘린다는 레트로 유전자의 존재를 알게 된 이후에는 다크나이트와 손잡고 제왕 아톤과 다이너맨에게 자신이 꼬리를 10개로 늘린다고 그녀의 야망을 밝혔다. 마침내 제50화에서 레트로 유전자의 힘에 의해 꼬리가 3개 더 늘어나 10개 꼬리를 성립하는데 성공하지만, 꼬리가 10개가 되면 곧 죽는다는 진정한 비밀을 모르고 있었기에 그것이 오히려 자멸의 원인이 되어 백골이 되는 비참한 최후를 맞이한다.

## 배역
- 단 호구토 / 다이너 레드 (음성) - 오키타 사토시
- 호시카와 류 / 다이너 블랙 (음성) - 하루타 준이치
- 시마 요스케 / 다이너 블루 (음성) - 우노키 코지
- 난고 고사쿠 / 다이너 옐로 (음성) - 토키타 유
- 타치바나 레이 / 다이너 핑크 (음성) - 하기와라 사요코
- 유메노 규타로 박사 - 시마다 준시
- 제왕 아톤 (음성) - 와타베 타케시
- 군신 카 장군 - 이시바시 마사시
- 왕자 메기도 / 젊은 제왕 메기도 - 하야시 켄주
- 왕녀 키메라 / 젊은 여왕 키메라 - 코우노 마리
- 친위대 기르 - 츠지 케이지
- 친위대 기라 - 쇼우지 히로카즈
- 여장군 제노비아 - 후지야마 리츠코
- 시녀 비르기스 - 야스다 카즈미
- 다크나이트 (음성) - 이다 미치로
- 내레이터 (해설) - 오히라 도루

### 슈트 액터
- 다이너 레드 - 니보리 카즈오[5]
- 다이너 블랙 - 하루타 준이치, 키타가와 츠토무
- 다이너 블루 - 우노키 코지
- 다이너 옐로 (제48화 이후) - 토키타 유
- 다이너 옐로, 다크나이트 - 시바하라 타카노리
- 다이너 핑크 - 시무라 시노부
- 다이너 로보, 제왕 아톤 - 쿠사카 히데아키
- 그 외 타케다 미치히로, 켄모치 마코토, 오카모토 요시노리 등 다수

## 시청률
- 최고 시청률 : 16.9% (제1화. 슈퍼 전대 시리즈 역대 4위)
- 평균 시청률 : 10.6% (슈퍼 전대 시리즈 역대 9위)

관동지구 비디오 리서치 조사.

## 기타
- 대한민국에 수입된 바 없는 작품이다. 전작 《대전대 고글파이브》와 후작 《초전자 바이오맨》이 《초신성 플래시맨》의 수입 성공 이후 한국어 더빙 제작된 것과는 대비되는 점.
- 오프닝곡이 일본 애니메이션 《몽키 삼총사》의 한국어판 오프닝 곡의 표절 논란이 인 바 있다.